# Onoba palmeri
Onoba palmeri är en snäckart som först beskrevs av Dall 1919.  Onoba palmeri ingår i släktet Onoba och familjen Rissoidae. Inga underarter finns listade i Catalogue of Life.